# 秋燈夜雨
《秋燈夜雨》是一部1974年的臺灣古裝鬼片，由姚鳳磐導演，秦夢、岳陽以及金鈴子領銜主演。該片改編自《聊齋志異》中的〈竇氏〉，創新的風格令姚鳳磐聲名大噪。位於倫敦的  發售過該片的DVD，英譯名。

## 劇情簡介
世家子趙三復夜行荒郊，為借火結識佃戶杜家女秋娥。他見秋娥貌美，心生淫念，派給杜父收租的任務，趁機以胭脂向秋娥示愛。秋娥要三復起誓，務必迎娶她入門，之後，二人同床成事。秋娥懷孕產子，雪夜抱着孩子上趙府請求三復接納他們。不料三復已在曹媒婆的穿針引線下準備迎娶嫁妝豐厚的路員外千金瑞雲，為此他閉門不見秋娥。秋娥在門外守候一夜，翌日被發現母子雙雙凍死。秋娥怨氣難平，化為厲鬼報復負心漢，最後令他自食惡果。

## 演員
- 秦夢 飾 杜秋娥
- 岳陽 飾 趙三復
- 金鈴子 飾 路瑞雲
- 高幸枝 飾 曹媒婆
- 周仲廉 飾 杜父
- 王宇 飾 趙忠
- 田野 飾 路員外
- 陳國鈞 飾 朱半仙

## 製作、反響與影響
姚鳳磐為取悅市場拍攝動作片和喜劇片慘賠後，決定破釜沈舟用最後一點資金籌拍《秋燈夜雨》。他於片中首創讓「女鬼」站在推車上，再燃燒稻草，並用電扇製造煙霧瀰漫的效果，同時慢慢推着「女鬼」出鏡。這種拍攝手法成了日後香港鬼片裡女鬼出場的「公式」。他亦參考西洋電影手法，將類似美國驅魔片《大法師》的橋段套進聊齋故事中，結合古典的情懷和現代的噁心，塑造出獨特的「姚氏恐怖片風格」。該片果然獲得回報，在民國63年（1974年）8月下旬，引爆全臺票房熱潮，到最後愈映愈盛，無法下片。大賣之後，姚又推出兩部同樣取材聊齋的古裝鬼片《寒夜青燈》和《藍橋月冷》，均受到歡迎。這些片在臺灣保存不善，幾近失傳。倒是香港TVB曾購入播映權，於近幾年在翡翠台重播。

## 外部連結
- 開眼電影網上《秋燈夜雨》的資料（繁體中文）
- 香港影庫上《秋燈夜雨》的資料（繁體中文）
- 互联网电影数据库（IMDb）上《秋燈夜雨》的资料（英文）